# International Defence Exhibition
L'International Defence Exhibition & Conference ou IDEX est un salon bisannuel consacré aux armes et aux technologies de défense. Il s'agit du plus grand salon d'armement du Moyen-Orient. 
Le salon se tient à Abou Dabi. Il est organisé par l'Abu Dhabi National Exhibitions Company (ADNEC), dirigée par Ali Bin Harmal Al Dhaheri.
Les principaux acteurs mondiaux du secteur de la défense sont présents au salon. On peut ainsi y voir Lockheed Martin, Airbus Group et Saab.

## Éditions
| Année | Edition | Dates            |
| ----- | ------- | ---------------- |
| 2007  | 8e      | 18 au 22 février |
| 2009  | 9e      | 22 au 26 février |
| 2011  | 10e     | 20 au 24 février |
| 2013  | 11e     | 17 au 21 février |
| 2013  | 12e     | 17 au 21 février |
| 2015  | 13e     | 22 au 26 février |
| 2017  | 14e     | 19 au 23 février |
| 2019  | 15e     | 17 au 21 février |
| 2021  | 16e     | 21 au 25 février |
| 2023  | 17e     | 19 au 23 février |
| 2025  | 18e     | 17 au 21 février |